# Achipteria borealis
Achipteria borealis är en kvalsterart som först beskrevs av Banks 1899.  Achipteria borealis ingår i släktet Achipteria och familjen Achipteriidae. Inga underarter finns listade i Catalogue of Life.